# Megachile arcuata
Megachile arcuata är en biart som beskrevs av Cockerell 1919. Megachile arcuata ingår i släktet tapetserarbin, och familjen buksamlarbin. Inga underarter finns listade i Catalogue of Life.